# Mihail Jegorovič Astaškin
Mihail Jegorovič Astaškin, sovjetski letalski častnik, vojaški pilot, letalski as in heroj Sovjetske zveze, * 30. december 1908, † 14. september 1941.
Astaškin je v svoji vojaški službi dosegel 4 samostojne in 6 skupnih zračnih zmag.

## Življenjepis
Astaškin je sodeloval v zimski in drugi svetovni vojni; v slednji je bil poveljnik eskadrilje 69. lovskega letalskega polka.
V svoji karieri je opravil 117 bojnih poletov.

## Odlikovanja
- heroj Sovjetske zveze (posmrtno)